# José Antonio Duce
José Antonio Duce es un fotógrafo, guionista, director de cine y director de producción aragonés del siglo XX.

## Biografía
Nacido en 1933, ha sido fotógrafo profesional especializado en retratos y presidente de la Real Sociedad Fotográfica de Zaragoza de 1968 a 1973,  ha estado muy activo para esta sociedad fotográfica, haciendo libros, escribiendo artículos en el Heraldo de Aragón en 1989. en conmemoración del 150 aniversario de la fotografía, cosa que se agradecería en el futuro al hablar de la fotografía en Aragón.
En el mundo de la fotografía Duce ha hecho fotografía de reportaje, documental, retratos, desnudos, ha sido uno de los pioneros en la fotografía digital; la empezó a usar en 1994, en su carrera ha obtenido más de 50 premios. 
De Duce cabe destacar sus trabajos fotográficos de la Zaragoza de los años 50 y las fotografías del Cabaret de Oasis.
Fue cofundador de Moncayo Films con Víctor Monreal, Emilio Alfaro, José Luis Pomarón y Julián Muro, en 1961, y con esta empresa hizo 24 películas como director, fotógrafo, guionista o director de producción.
Es Presidente de Honor de la Asociación Cultural Anteayer Fotográfico Zaragozano, dedicada al estudio y difusión de la fotografía antigua de Zaragoza y provincia desde diciembre de 2021. 
Premio "Ciudad de Zaragoza" al Mérito Cultural 2024 en su 1ª edición otorgado por el Ayuntamiento de  Zaragoza.
Premio Simón de Honor 2025 por toda su trayectoria fílmica y fotográfica.

## Obra

### Películas
- 1962 Hacia el silencio.
- 1962 Zaragoza, ciudad inmortal.
- 1963 El Duero nace en Soria (fotografía).
- 1963 Teruel, la ciudad de los amantes (fotografía).
- 1963 Cualquiera tiempo pasado (fotografía).
- 1963 Balón de playa (fotografía).
- 1967 Culpable para un delito (dirección).

### Cortometrajes
- A través del Pirineo.
- Huesca.
- Ordesa.
- El románico en el Alto Aragón.
- Zaragoza, ciudad inmortal (1962)

## Premios
14ª edición de los Premios Simón
| Categoría      | Resultado |
| -------------- | --------- |
| Simón de honor | Ganador   |